# Eugenia kellyana
Eugenia kellyana är en myrtenväxtart som beskrevs av George Richardson Proctor. Eugenia kellyana ingår i släktet Eugenia och familjen myrtenväxter. IUCN kategoriserar arten globalt som akut hotad.
Artens utbredningsområde är Jamaica. Inga underarter finns listade i Catalogue of Life.